# Darko Perović
Darko Perović (1965, Aranđelovac) je srpski strip autor, animator i ilustrator. Sarađuje sa evropskim izdavačima, a najpoznatiji je po radu na serijalu „Magični Vetar“ po scenarijama proslavljenog italijanskog scenariste Đankarla Manfredija, za kuću Serđo Boneli Editore iz Milana. Perović živi i radi u Beogradu.

## Jugoslovensko razdoblje: „Brek“ i drugi autorski stripovi (1980-e)
Stripom je počeo da se bavi nakon što je završio grafičku školu na Novom Beogradu, 1983, a objavljivao je u brojnim stripskim časopisima bivše Jugoslavije (YU strip magazin, Patak, Oscar...).
Njegova prva duga priča „Brek“ (44 str.) nagrađena je „Poletovom“ nagradom kao najbolji jugoslovenski strip 1987, a kasnije je objavljena kao meko uvezani album.
Na salonu stripa u Vinkovcima 1988. godine osvojio je Nagradu za scenario, sa kratkom pričom od šest strana pod naslovom "Azra, Alaraph...".
Osim stripa, radio je i na storibordovima, animiranim reklamama i kratkim filmovima u Beogradu i Zagrebu.

## Špansko razdoblje: Saradnja sa Abulijem (1990-e)
Sa izbijanjem građanskog rata u SFRJ, Perović se preselio u Španiju 1991, gde je u Barseloni radio na serijalu minijatura „Opake priče“ („Historias Tremendas“) s Enrikeom Abulijem (Enrique Sánchez Abuli), scenaristom serijala „Torpedo“. Takođe je radio i na sopstvenom stripskom serijalu „Duboko i hladno“ ("Abajo en el frio"), te na storibordovima i animiranim reklamama.
U Španiji su mu stripove objavili časopisi Cimoc, Creepy, Makoki, El Vibora; u Italiji Terrific, Lancio story i Scorpio, a u Francuskoj BoDoi. Iste priče su mu preštampavane u Srbiji, Brazilu, Kolumbiji, Nemačkoj, Engleskoj i Sloveniji...
Zanimljivo je da su priču Abulija i Perovića „U poteri za razularenom pičkom” („En pos del coño desbocado“), kao scenario za kratki film upotrebila dva različita reditelja: Boris Petković (alias „Jean-Jacques Beauregard“) iz Slovenije (film „Naprej“, engl. „Strait ahead“, 1998), a drugi iz Srbije, a da jedan za drugog nisu znali.
Od 1994. do 2000. godine Perović je radio i za reklamnu agenciju iz Amsterdama na kratkim animiranim filmovima.

## Italijansko razdoblje: „Magični Vetar“ i Serđo Boneli Editore (2000-e)
Krajem 1997. Perović je dobio ponudu italijanske izdavačke kuće „Sergio Bonelli Editore“ za rad na serijalu „Magični Vetar“ („Magico vento“), po scenariju Đanfranka Manfredija. Saradnja je na kratko bila prekinuta zbog napada NATO na SR Jugoslaviju, ali je obnovljena u januaru 2000. epizodom „I lupi blu“.
Potpisao je deset epizoda „Magičnog Vetra“, posle čega je kod istog izdavača prešao na mini-serijal ˝Šangaj Devil˝(„Shanghai Devil“), a zatim "Adam Vajld", oba po scenariju Manfredija.
Trenutno radi na specijalnim izdanjima serijala "Magico Vento".
Paralelno sa radom za Serđo Boneli Editore, posle 2010. počinje i saradnju sa francuskim izdavačima „Soleil“ i "Delcourt", radeći po scenarijima Novija (Novy), Dobsa (Dobbs), Betbedera i Pekoa (Pecau).

## Kritička recepcija
“Sa Brekom Perović je snažno vratio prioritet pripovedačkom činu u domaćem stripu s kraja osamdesetih. Naravno, posle iskustava radikalnih svetskih strujanja u stripu sedamdesetih i početkom osamdesetih, za Perovića više nije bilo moguće da se vrati sasvim klasičnoj, konvencionalnoj priči. Akcionost Perovićeve priče bogato je prožeta nekom vrstom pripovedačke melanholije. Tu je moguće i potrebno dešifrovati neke vanstripovne uticaje. To su svakako uticaji špijunske proze Le Kareovih romana, kinematografski uticaji Blejd Ranera Ridlija Skota, a u tragovima i Stalkera, pa i Solarisa i Ogledala Andreja Tarkovskog.” – Zoran Đukanović, pogovor albumu Brek, 2009.

## Spoljašnje veze
- Darko Perović, lični blog